# Арије
Арије (или Аријан, грч. Αρείος; око 250 - око 336) је био ранохришћански теолог, свештеник и песник из Александрије, оснивач учења познатог као аријанство.
Његово учење, које је имало доста присталица, се од тада већ прихваћеног, али битно измењеног (што се тиче разумевања и примењивања Светог писма) хришћанства разликовало по схватању односа између Бога и Христа, који, према Арију, нису исте суштине (гр. homoousios).
Аријанство је проглашено за јерес на Првом васељенском сабору у Никеји 325. године, где је утврђен Никејски симбол вере, након чега је у следећих неколико векова потиснуто.

## Биографија
Арије је највероватније био родом из Либије (иако је Фловије говорио да је рођен у Александрији), а отац му се звао Амоније (Ammonius). Није потпуно сигурно, али је вероватно да је Лукијан био његов учитељ и да је у својој младости похађао рационалистичку школу у Антиохији.
Када се вратио у Александрију, удружио се са Милетијем Ликопољским (Ликопоље, данашњи Асјут у Египту), који је био познат по својој верској ригорозности. Милетије је робијао за време цара Диоклецијана и није примао оне хришћане који су се одрицали вере да би се спасли прогона. 311. је од стране Патријарха Петра Александријског изопштен из цркве, због подржавања Милетијевих ставова, али је за Петровог наследника епископа Ахила, поново примљен у заједницу, поставши 313. године свештеник (презвитер) при једном храму у Александрији.

### Аријев лик
Арија чак и његови противници, попут епископа Епифанија, описивали су као „високог човека витког стаса, изврсног држања и пријатног начина опхођења. Био је омиљен код жена, које су биле очаране његовим дивним владањем, и гануте његовим аскетским изгледом. Мушкарци су били задивљени утиском његове умне надмоћи.“ Аријев аскетизам и строг начин живота се исказивао и у његовој одећи налик монашкој. И други га описују као човека пријатног карактера, коме се на лицу оцртавала блага меланхолија.
Овај човек, који је изазвао највеће догматске борбе у старој цркви, такође је писао морнарске и млинарске песме, које је певао народ. Због његовог бављења поезијом његови непријатељи су му пребацивали за „женскасте манире“. Нажалост, од његовог главног дела Гозба је остало тек неколико фрагмената. Његови противници су га критиковали због те књиге и причали о пијанкама на којима је Арије уз пошалице певао у доколици. Аријеве присталице су, напротив, имале високо мишљење о том делу, у коме се Бог велича као неисказиво биће које се не може поредити ни са чим.

## Аријево учење
Арије је сматрао да Христ није исто што и Бог, већ да је он син Божји, којег је Бог створио. „Бог није одувек био Отац; постојало је време када је био сам, и када још увек није био Отац: касније је постао. Син није био одувек, он је постао из ничега“ (Талија). Уздизањем Исуса у надљудско, између њега и хришћана ствара се непремостива раздаљина. По Арију, претерано истицање Христовог божанства прети да уништи идеју о угледању на Христов живот, која је битна за хришћанство. Арије такође није желео да допусти да монотеизам потоне у учење о двобоштву и супротстављао се метафизичком преувеличавању Христа, које је дирало у јединственост Бога.
Према Арију је Бог од вечности, а Син његов први створ, преко кога је све остало створио. „Отац је у еонским временима створио јединорођеног Сина, кроз кога је створио и еоне и свемир. Син је безвремено створен од Оца, он је креиран и створен пре еона, али није постојао пре него што је створен, но је свакако једини који је безвремено био створен од Оца пре свих."
Овакво тумачење има снажну потпору у Светом писму.

## Аријански спор
Црквени спор који је поделио рану цркву, који је почео 318, а трајао до 381. године, је назван Аријански спор по Арију који га је повео. Било је потребно осамнаест црквених сабора да би се расправа окончала, почев од чувеног сабора у Никеји 325, па до сабора у Цариграду 381. године. Предмет спора било је значење које инкарнација може имати у оквиру хришћанског монотеизма. Суштина спора је била у следећем - да ли је Син једнако вечит као Отац или је створен ни из чега? Да ли Христ има исту суштину (homoousias) с Богом или има сличну суштину (homoiousias)?
Све је почело на предавању које је Александријски епископ Александар држао великом кругу свештених лица, о томе како се у Светом Тројству садржи јединство. У расправи која је после тога уследила, Арије је истакао аргумент да „ако је отац родио сина, мора постојати почетак рођеног“, па отуда мора постојати и време када син није постојао. Аријево мишљење није било ново, већ је само изговорио оно што су неки теолози тада мислили. Али епископ Александар није толерисао друкчији став поданика и осорно му је наредио да одустане од свог мишљења. Арије је, напротив, сматрао да се убеђења не могу одбацити по наредби, и тако је покренут овај спор, који је прерастао у један од највећих у историји хришћанства.
Епископ Александар сазива сабор 320./321. године у Александрији, уз учешће око 100 епископа, који потврђује његово учење да је „Син одувек био једнак Оцу“, као очева премудрост. Син је беспочетни Бог, и мада је рођен, није рођен „из небића, већ из суштог Оца“. Осуђено је Аријево учење, а сам Арије је рашчињен и екскомунициран. Сабор је такође осудио и рашчинио Аријеве присталице међу свештенством - епископе: Секунда и Теона, презвитере: Ахила, Аетолија, Карпона, Сармата и два Арија, као и ђаконе: Евзела, Луција, Јулија, Менаса, Халадија и Гаја. Одлуку сабора Арије је сматрао неправедном, те са присталицама одлази у Палестину, где му је заштиту пружио Јевсевије (Еусебие), епископ цезареје. Арије је подршку нашао и у познатој личности, блиској двору, Јевсевију епископу Никомедијском, који је био школски друг Арију, из времена њихова школовања код Лукијана у Антиохији. Аријево учење је добијало много нових присталица, посебно оних који су црквене догмате покушавали тумачити искључиво рационално. Оволико омасовљење Аријевих присталица омогућило је сазивање и одржавање два њихова сабора У Британији и Палестини, са захтевима за укидањем одредби александријског сабора. Популарности његовог учења је допринео сам Арије његовом „Талијом“ у којој је прозно и лаким стиховима образлагао своје учење, извргавајући подсмеху нападе противника.
Арије је расправу о природи Христа поставио са таквом жестином да се више није могло пречути. Како је природа Христа била у средишту ове расправе, сукоб је попримао све веће размере. Не само да су у њега били увучени епископи са стране, него и хришћанске масе. Убрзо више није било ниједног града нити села где се није расправљало о Богу и Христу. Чланови породица су због тога долазили у жестоке сукобе, а у јавности су избили прави немири. Хришћани су се тукли на улици зарад Христовог божанства. Због тог ружног понашања хришћанство је код пагана изашло на рђав глас, те су му се подсмевали и у позориштима.
Сам Цар Константин одлучује да се укључује у сукоб, те налаже, у име мира у Империји, да се помире епископ Александар и Арије. Стога Осију, епископа шпанске кордобе шаље у Александрију, са писмом за завађене стране. По повратку је епископ Осија известио цара о његовој неуспелој мисији, саопштавајући му о свој озбиљности спора који је настао у Цркви. Цар одлучује да сазове епископат Цркве да би се решио настали спор, одређујући Никеју као место великог састанка. На царев позив сакупило се у Никеји, у пролеће 325. године, 318 епископа, као и мањи број презвитера и ђакона. Доласком царевим отпочео је сабор 25. маја 325. године.

## Први васељенски сабор
Сабор одржан у Никеји у Малој Азији током маја и јуна 325. године у раскошним салама царске палате, обично се представља као једно од славних поглавља у историји хришћанске цркве. Доскора прогоњени епископи путовали су царском поштом, а цар их је дочекивао најумилнијом предусретљивошћу. Целивао је ожиљке присутних мученика и лично је председавао преговорима. Била је то прва победничка демонстрација цркве, која је морала да остави утисак на оне који воле импозантну раскош. Као код свих сабора, организација је играла велику улогу, па су се они који су се правили важни тискали у први план. Често се дешавало да су се током саветовања на сабору сви учесници необуздано надвикивали не обазирући се нарочито на своје епископско достојанство. Очеви сабора нису водили рачуна ни о узајамном разумевању нити о очувању хришћанског братства. Самин Македонац каже да су они људи који се сакупише на сабору, најобичнији простаци. Тај Сабин, епископ из Ираклије у Тракији, сакупио је у једну књигу све што су епископи на различитим саборима наредили, где исмева оце који су били на сабору у Никеји, оптужујући их да су површни и прости. Дипломатија је ступила у дејство, а интриге су водиле главну реч код многих неуких епископа којима је мањкало разумевање проблема, а које је већ тада један учесник грубо оцртао као „сабор пуких глупака“.
Арије се на сабору није појавио на начин како би се могло очекивати будући да је он покренуо то спорно питање. Тражили су га погледом, али га нису опазили. Аријево мишљење су бранили, Јевсевије из Никомидије, Теогност епископ Никејски и Марис епископ Халкидонски, места у Витинији. Мишљења су се жестоко сукобила, али присталице Арија биле су у мањини. На крају је предложено вјерују по коме је Христос био „исте суштине као Отац“. Небиблијско порекло је било највећи недостатак овог изворно гностичког израза, али је под притиском Константина прихваћен као образац о јединству. Пошто је вјерују допуњено бацањем још неколико анатема на аријанску теологију, оно је по царевој жељи усвојено као одлука. Арије се тек при крају сабора појављује у првом плану, али не као човек спреман да расправља. Он само одбија да потпише вјерују које је било уперено против његових уверења. Због христолошких неслагања Никола из Ликије, познатији као свети Никола, је физички напао Арија, након чега је удаљен са сабора.

### Изгнанство Арија у Илирију
Арије је рашчињен, проглашен јеретиком и проклет, а како је цар прогласио одлуке сабора царским законима, приклањање Арију је од тада постало злочин, а Арије је постао државни непријатељ! Власници његових књига су под претњом смртне казне били присиљени да их предају. Константин је протерао из земље све епископе који нису хтели да потпишу новостворени симбол вере и на тај начин је остварио јединство. Епископе Јевсевија Никомедијског и Теогонија Никејског зато што су бранили ставове Арија и после одлука Никејског сабора, цар је прогнао у Галију.
Арије је прогнан у Илирик, заједно са његовим присталицама, екскомуницираним епископима Секундом Птолимедиским и Теоном Мармаричким. Сматрало се да ће на тај начин аријанска јерес убрзо бити уништена, али испоставило се да је насилно сузбијање имало управо супротно дејство. Арије је у Сирмијуму и у другим градовима Паноније и Мезије наставио да шири своје учење. Илирски епископи полако прихватају Арија, па се 335. године, на сабору у Тиру, појављују два епископа из Илирије који подржавају његово учење: Валенс из Мурсе (Осијек) и Урсације из Сингидунума (Београд).

## Реакције на сабор
Став прихваћен у Никеји није одговарао правом стању унутар хришћанства. Снаге у цркви биле су друкчије распоређене него што је био случај на сабору. Како је мала већина извршила насиље над великом мањином без уступака, освојена победа заснивала се на крхким темељима. Реакција на одлуку сабора потекла је од Јевсевија из Никомидије, искусног политичара аријанске оријентације. Јевсевије је против свог уверења потписао никејски симбол вере, али је после тога дипломатском мудрошћу настојао да исправи грешку. Аријанци су захтевали избацивање небиблијских појмова из симбола, што је захтев који се није могао лако одбити. Они су започели критику верско-филозофске формулације о истој суштини са образложењем да је она за лаика неразумљива. Преко сестре цара Константина, чији је саветодавац био Јевсевије, дошло је до заокрета који је на нови начин прерасподелио истину и заблуду. Константинова политика била је заинтересована за пацификацију цркве, па је стога тежио измирењу са увређеним аријанцима, који су гласно говорили о опасности дитеизма. Царева помирљивост је 330. године чак резултовала позивом Арију да се врати, у намери да се исправи нанета неправда. Прогнаник није одмах прихватио позив, вероватно више из неповерења него из непокорности. Напослетку се запутио на Константинов двор, где је цар милостиво примио некадашњег прогнаника.

### Изгнанство Атанасија у Трир
Константинову наредбу да Арија врати на његов положај Атанасије је одбацио примедбом да се особе које је сабор осудио као виновнике јереси не могу поново вратити у црквену заједницу. Ни овога пута се није остварило помирење које је цар прижељкивао. Аријанство је проглашено истином, а супарничка страна је оптужена за заблуду, те је сада на својој кожи осетила немилост, када је њен вођа Атанасије отеран у прогонство у Трир.

## Аријева смрт
Овако је Аријеву смрт забележио Сократ Схоластик: „Када је изашао са царског двора, Арије је око себе имао много Јевсевијевих присталица који су га чували и тако у њиховој пратњи, он је ишао улицом, а многе очи беху упрте у њега. Када је био близу Константиновог трга, где се налази порфирни стуб, Арије осети неку слабост у стомаку. Тада упита једног из пратње где се налази заход, а овај му показа један иза трга. Он отиде тамо, и ту га снађе још већа слабост, тако да је уз пражњење црева просуо и сву утробу из себе уз много крви, те ту и издахну."
Противници су сматрали Аријеву смрт Божјом казном, док су његове присталице тврдили да је отрован. Углавном, Аријева смрт није окончала неслагања. Борба се наставила несмањеном жестином, јер није била везана за личност Арија, већ за питања која је он покренуо.

## Аријанство
Аријанство није била мала секта, већ је прерасла у велику цркву која се издавала као једина истинита. Аријанство је постало прво хришћанско веровање преобраћених Германа. Епископ Улфила био је аријанац и ревносно је ширио аријанско схватање хришћанства међу својом браћом по вери. Међу аријанцима било је толерантних хришћана попут Агиле, који је свом саговорнику Григорију из Турса, пошто је овај тврдио да је Аријева смрт доказ лажног учења, смирено одговорио: „Не хули учење које није твоје. Ми са наше стране, иако не верујемо у оно у шта ви верујете, ипак не хулимо. Ми, наиме, не сматрамо злочином ако се верује овако или онако."